# Славчо Богоев
Славчо Чавдаров Богоев е български политик, близък до Национално движение Симеон Втори (НДСВ).
Роден е на 26 февруари 1966 г. в Пловдив. През 1991 г. завършва търговия и маркетинг в Университета за национално и световно стопанство. Той е заместник-министър (2001–2003), а от 17 юли 2003 - министър на здравеопазването в правителството на Симеон Сакскобургготски.